# Gent-Wevelgem 2005
De 67ste editie van Gent-Wevelgem vond op 6 april 2005 plaats. Deze editie werd gewonnen door Nico Mattan.
Flecha lag in een winnende positie, maar in de finale kwam Mattan nog onverwacht terug. Volgens sportdirecteur Giancarlo Ferretti van Fassa Bortolo, die klacht neerlegde bij de wedstrijdjury, gebeurde dat op ongeoorloofde wijze. Mattan zou, in zijn achtervolging op Flecha, te veel gebruikgemaakt hebben van de volgwagens. De klacht werd niet aanvaard.

## Uitslag
| Gent-Wevelgem 2005 (208 kilometer) |                     |                       |          |
| Plaats                             | Naam                | Ploeg                 | Tijd     |
| Winnaar                            | Nico Mattan         | Davitamon-Lotto       | 4u53'07" |
| 2                                  | Juan Antonio Flecha | Fassa Bortolo         | + 2"     |
| 3                                  | Daniele Bennati     | Lampre-Caffita        | + 9"     |
| 4                                  | Fabian Cancellara   | Fassa Bortolo         | z.t.     |
| 5                                  | Thor Hushovd        | Crédit Agricole       | z.t.     |
| 6                                  | Baden Cooke         | La Française des Jeux | + 16"    |
| 7                                  | Tom Steels          | Davitamon-Lotto       | + 18"    |
| 8                                  | Simone Cadamuro     | Domina Vacanze        | z.t.     |
| 9                                  | Erik Zabel          | T-Mobile Team         | z.t.     |
| 10                                 | Stuart O'Grady      | Cofidis               | z.t.     |
|                                    |                     |                       |          |
| 14                                 | Steven de Jongh     | Rabobank              | z.t.     |

1934 · 1935 · 1936 · 1937 · 1938 · 1939 · 1940 · 1941 · 1942 · 1943 · 1944 · 1945 · 1946 · 1947 · 1948 · 1949 · 1950 · 1951 · 1952 · 1953 · 1954 · 1955 · 1956 · 1957 · 1958 · 1959 · 1960 · 1961 · 1962 · 1963 · 1964 · 1965 · 1966 · 1967 · 1968 · 1969 · 1970 · 1971 · 1972 · 1973 · 1974 · 1975 · 1976 · 1977 · 1978 · 1979 · 1980 · 1981 · 1982 · 1983 · 1984 · 1985 · 1986 · 1987 · 1988 · 1989 · 1990 · 1991 · 1992 · 1993 · 1994 · 1995 · 1996 · 1997 · 1998 · 1999 · 2000 · 2001 · 2002 · 2003 · 2004 · 2005 · 2006 · 2007 · 2008 · 2009 · 2010 · 2011 · 2012 · 2013 · 2014 · 2015 · 2016 · 2017 · 2018 · 2019 · 2020 · 2021 · 2022 · 2023 · 2024
Lijst van beklimmingen
 Parijs-Nice · 
 Tirreno-Adriatico · 
 Milaan-San Remo · 
 Ronde van Vlaanderen · 
 Gent-Wevelgem · 
 Ronde van het Baskenland · 
 Parijs-Roubaix · 
 Amstel Gold Race · 
 Waalse Pijl · 
 Luik-Bastenaken-Luik · 
 Ronde van Romandië · 
 Ronde van Catalonië · 
 Ronde van Italië · 
 Critérium du Dauphiné Libéré · 
 Ronde van Zwitserland · 
 Ploegentijdrit Eindhoven · 
 Ronde van Frankrijk · 
 HEW-Cyclassics-Cup · 
  ENECO Tour · 
 Clásica San Sebastián · 
 Ronde van Duitsland · 
 Ronde van Spanje · 
 GP Ouest-France-Plouay · 
 Ronde van Polen · 
 Kampioenschap van Zürich · 
 Parijs-Tours · 
 Ronde van Lombardije